# Nsimbo (Distrikt)
Nsimbo ist ein Distrikt der Region Katavi, Tansania. Der Distrikt grenzt im Norden an die Region Kigoma, im Osten an den Distrikt Mlele, im Süden an den Distrikt Mpimbwe, im Südwesten an die Region Rukwa und im Westen an den Distrikt Mpanda.

## Geographie
Nsimbo hat eine Größe von 14.623 Quadratkilometer und 201.102 Einwohner (Volkszählung 2022). Das Land liegt zwischen 1000 und 1500 Meter über dem Meer und wird vom Fluss Ugalla entwässert.

## Geschichte
Der Distrikt wurde am 1. Juli 2013 gegründet.

## Verwaltungsgliederung
Der Distrikt wird in die zwei Divisionen Nsimbo und Ndurumo und in zwölf Bezirke (Wards) untergliedert:
- Ibindi
- Machimboni
- Kanoge
- Mtapenda
- Nsimbo
- Sitalike
- Ugalla
- Litapunga
- Urwila
- Katumba
- Kapalala
- Itenka

## Bevölkerung

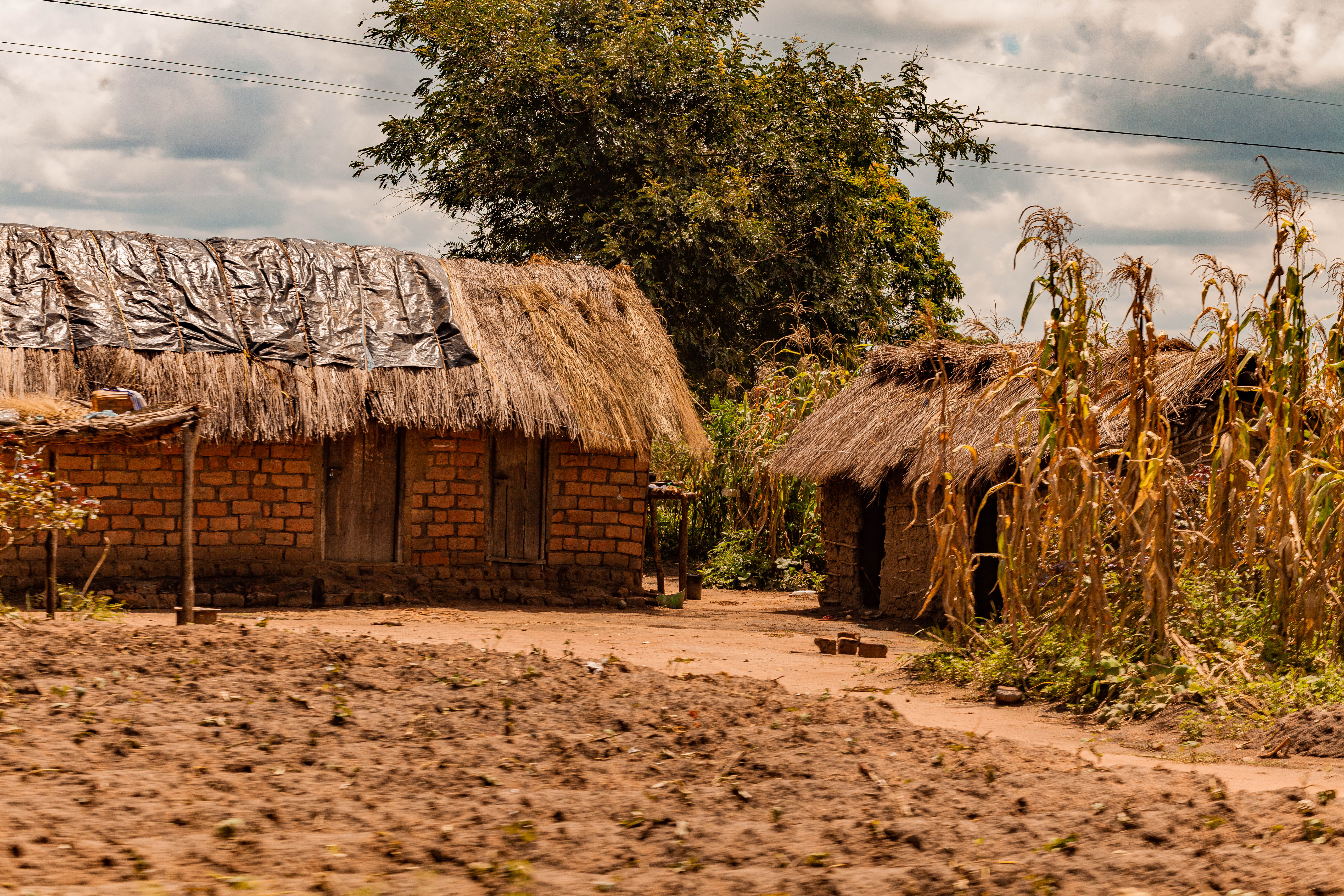
Häuser in Nsimbo Distrikt

Die wichtigsten ethnischen Gruppen im Distrikt sind die Bende, Konongo, Fipa, Waha, Wapimbwe, Wanyarwanda, Hutu, Chaga und die Sukuma.

## Einrichtungen und Dienstleistungen
- Bildung: Im Distrikt gibt es 47 Grundschulen und acht weiterführende Schulen.[5]
- Gesundheit: Für die medizinische Versorgung der Bevölkerung stehen drei Gesundheitszentren und achtzehn Apotheken zur Verfügung.[5]

| - Landwirtschaft: Die wichtigste wirtschaftliche Tätigkeit ist die Landwirtschaft. Für den Eigenbedarf werden Maniok, Mais, Reis, Süßkartoffeln, Bananen, Kartoffeln, Gemüse und Obst angebaut. Für den Verkauf werden zusätzlich Tabak, Erdnüsse, Sonnenblumen, Öl und Zuckerrohr gepflanzt. - Forstwirtschaft: Über sechzig Prozent der Landesfläche sind von Wald bedeckt. Die Honigproduktion ist ein wichtiger Teil der Waldbewirtschaftung. - Bergbau: In kleinem Umfang werden im Distrikt Gold, Kupfer und Silber abgebaut. | Hier fehlt eine Grafik, die leider im Moment aus technischen Gründen nicht angezeigt werden kann. Wir arbeiten daran! |